# Madha
El territorio de Madha (en árabe: مدحاء‎, romanizado: Madḥāʾ), es un enclave / exclave del Sultanato de Omán situado en el interior de Emiratos Árabes Unidos, a media distancia entre la península de Musandam y el resto de Omán, en una zona montañosa y a pocos kilómetros al oeste de la costa del Golfo de Omán.
Se puede acceder a él a través de la carretera que une Fuyaira y Khor Fakkan (Emirato de Fuyaira), y también a través del pueblo o aldea de Shis (Emirato de Sharjah).
El enclave / exclave tiene una superficie aproximada de 93,34 km², y su territorio se extiende por ambas orillas del Wadi Madha, que junto con sus afluentes forma una extensa cuenca hidrográfica que abarca una superficie aproximada de 106 kilómetros cuadrados.
Este territorio limita al oeste y suroeste con el Wadi Shis y el pueblo de Shis (Sharjah); al noreste se encuentra la ciudad de Khor Fakkan; y al norte el Jabal Qidfa (466 metros), el Wadi Shi, la aldea de Ar Rufaysah (con un interesante castillo en ruinas) y el Jabal Siha (770 metros).
La frontera fue establecida en 1969 y administrativamente el territorio pertenece a la Gobernación de Musandam.
Dentro de Madha existe otro enclave llamado Nahwa, que pertenece al Emirato de Sharjah de los Emiratos Árabes Unidos.